# Lakatnik
Lakatnik (bulgariska: Лакатник) är ett distrikt i Bulgarien.   Det ligger i kommunen Obsjtina Svoge och regionen Sofijska oblast, i den västra delen av landet, 40 km norr om huvudstaden Sofia.
I omgivningarna runt Lakatnik växer i huvudsak lövfällande lövskog. Runt Lakatnik är det ganska glesbefolkat, med 28 invånare per kvadratkilometer.